# Lingyin

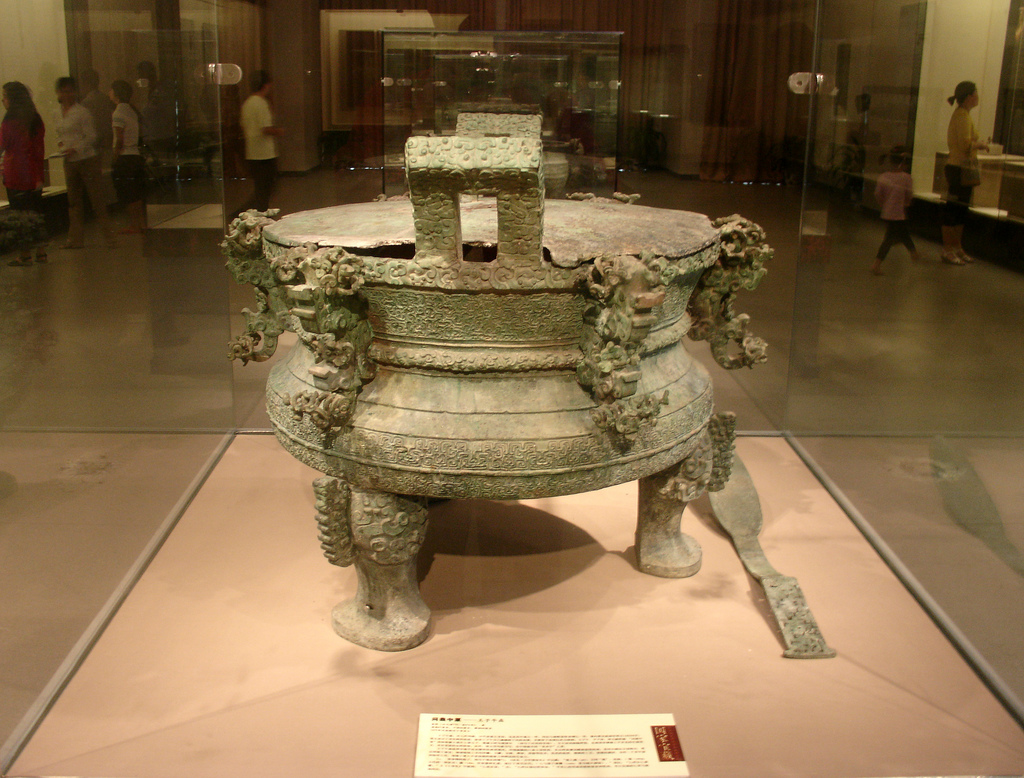
Ding en Bronze de Xiong Wu, le "Lingyin Zigeng"

Le poste de Lingyin (chinois : 令尹 ; pinyin : Lìngyǐn), traduit en occident par "premier ministre" ou "chancelier", est un poste officiel du gouvernement de l'État de Chu, au cours de la période des Printemps et Automnes (771 - 475 av. J.-C.) de l'histoire de la Chine .
Le Roi Wu de Chu (régneː 740 - 690 avant J.-C.) est le créateur du poste de Lingyin, qui reste le plus important au sein du gouvernement du Chu jusqu'à sa destruction par l'État de Qin en 223 avant J.-C.
Ce poste est normalement attribué à un membre de la famille royale du Chu et les archives montrent que dans toute l'histoire de cet État, seuls deux Lingyins ne font pas partie de cette famille. Le premier est Peng Zhongshuang (chinois : 彭仲爽), un civil originaire de l'État de Shen, qui occupe ce poste durant le règne du Roi Wen de Chu (régneː 689 - 677 av. J.-C.). Le second est le général Wu Qi, originaire de l'État de Wei, durant le règne du Roi Dao de Chu (régneː 401 - 381 av. J.-C.).

## Liste des Lingyins[1],[2]
Le premier Lingyin connu de l'histoire du Chu est Dou Qi du clan Ruo'ao. Qi et Mo'ao Qu Chong ont envahi ensemble l'État de Sui en 690 av. J.-C.
- Dou Qi (zh)
- Peng Zhongshuang (zh), originaire de l'État de Shen(chinois : 申).
- Vacant ou inconnu de 674 a 667 av. J.-C.
- Xiong Shan (zh), fils du Roi Wu de Chu. Également connu par son titre et son nom de courtoisie "Lingyin Ziyuan"(令尹子元).
- Dou Guwutu (zh), fils de Dou Bobi,  Également connu par son titre et son nom de courtoisie "Lingyin Ziwen"(chinois : 令尹子文).
- Cheng Dechen (en) , Également connu par son titre et son nom de courtoisie "Lingyin Ziyu"(chinois : 令尹子玉).
- Wei Lüchen (zh),  Également connu par son titre et son nom de courtoisie "Lingyin Zipi"(chinois : 令尹子皮).
- Dou Bo (zh), Également connu par son titre et son nom de courtoisie "Lingyin Zishang"(chinois : 令尹子上).
- Cheng Daxin (zh), fils de Cheng Decheng. Également connu par son titre et son nom de courtoisie Lingyin Dasunbo(chinois : 令尹大孫伯).
- Cheng Jia (zh), frére de Cheng Daxin. Également connu par son titre et son nom de courtoisie "Lingyin Zikong"(chinois : 令尹子孔).
- Dou Yuejiao , neveu de Dou Guwutu. Également connu par son titre et son nom de courtoisie "Lingyin Ziyue"(chinois : 令尹子越).
- Sunshu Ao (en) , fils de Wei Jia.
- Xiong Yingqi (zh), fils du Roi Mu de Chu. Également connu par son titre et son nom de courtoisie "Lingyin Zichong"(chinois : 令尹子重).
- Xiong Renfu (zh), frère de Yingqi. Également connu par son titre et son nom de courtoisie "Lingyin Zixing"(chinois : 令尹子辛).
- Xiong Zhen (zh), fils du Roi Zhuang de Chu. D'abord nommé Shenyin avant d’être promu Lingyin. Également connu par son titre et son nom de courtoisie "Lingyin Zinang"(chinois : 令尹子囊).
- Xiong Wu (zh), frère de Xiong Zhen. Également connu par son titre et son nom de courtoisie "Lingyin Zigeng"(chinois : 令尹子庚).
- Xiong Zhuishu (zh), également connu par son titre et son nom de courtoisie "Lingyin Zinan"(chinois : 令尹子南).
- Wei Zifeng (zh)
- Qu Jian (zh), également connu par son titre et son nom de courtoisie "Lingyin Zimu"(chinois : 令尹子木).
- Xiong Wei. D'abord prince Wei en plus d’être Lingyin, il devient plus tard le Roi Ling de Chu.
- Wei Ba, également connu par son titre et son nom de courtoisie "Lingyin Zidang"(chinois : 令尹子盪).
- Dou Chengran (zh), un descendant de Dou Guwutu. Également connu par son titre et son nom de courtoisie "Lingyin Ziqi"(chinois : 令尹子旗).
- Yang Gai (zh), un arrière-petit-fils du Roi Mu de Chu. Également connu par son titre et son nom de courtoisie "Lingyin Zixia"(chinois : 令尹子瑕).
- Nang Wa (zh), également connu par son titre et son nom de courtoisie "Lingyin Zichang"(chinois : 令尹子常).
- Xiong Shen (zh), également connu par son titre et son nom de courtoisie "Lingyin Zixi"(chinois : 令尹子西).
- Shen Zhuliang (en), également connu par son titre et son nom de courtoisie "Lingyin Zigao"(chinois : 令尹子高).
- Xiong Ning (zh), fils de Shen Zhumiang. Également connu par son titre et son nom de courtoisie "Lingyin Ziguo"(chinois : 令尹子國).
- Lingyins inconnus de 475 a 447  av. J.-C.
- Jing She, Également connu par son titre et son nom de courtoisie "Lingyin Zifa"(chinois : 令尹子發). 447 BCE to ?
- Lingyins inconnus
- Zhao Chun (zh), Lingyin à la fin du Ve siècle av. J.-C.
- Lingyins inconnus
- Wu Qi , Lingyin entre 386 et 381  av. J.-C. Originaire de l'État de Wei . Assassiné par les aristocrates du Chu pendant les funérailles du Roi Dao de Chu.
- Zhou Hou (zh), Lingyin durant le règne du Roi Xuan de Chu
- Zhao Xixu (zh), Lingyin durant le règne du Roi Xuan de Chu
- Xiong Qi, un prince du Chu, également connu par son titre et son nom de courtoisie "Lingyin Zixi"(chinois : 令尹子皙).
- Zhao Yang (zh), Lingyin durant le règne du Roi Wei de Chu.
- Jing Li (zh), Lingyin durant le règne du Roi Huai de Chu.
- Lingyin Zijiao (zh). Nom de naissance inconnu. Lingyin durant le règne du Roi Huai de Chu.
- Zhao Xian (zh)
- Lingyin Zilan (zh), fils du roi Huai de Chu. Nom de naissance inconnu.
- le Seigneur Chunshen (en), né Huang Xie. Lingyin durant le règne du Roi Kaolie de Chu.
- Li Yuan (zh), originaire du Zhao. Lingyin durant le règne du Roi You de Chu.